# Open Virtualization Format
Open Virtualization Format (OVF) è uno standard aperto per la creazione e la distribuzione di applicazioni virtuali o più comunemente di software che possa essere eseguito su macchine virtuali.
Lo standard descrive un "formato aperto, sicuro, portabile, efficiente ed estensibile per la pacchettizzazione e distribuzione di software che possa essere fatto eseguire su macchine virtuali". Lo standard OVF non è legato a nessun particolare hypervisor, né all'architettura del processore. L'unità di pacchettizzazione e distribuzione è il cosiddetto OVF Package (Pacchetto OVF) che può contenere uno o più sistemi virtuali, ognuno dei quali può essere eseguito su di una macchina virtuale.

## Storia
Una proposta per l'OVF, poi chiamato "Open Virtual Machine Format", fu presentata al DMTF nel settembre del 2007 da Dell, HP, IBM, Microsoft, VMware e XenSource.
Il DMTF ha pubblicato nel settembre 2008, come standard preliminare, la versione 1.0.0 delle specifiche dell'OVF. Questa è la versione più recente disponibile pubblicamente.
Il procedimento ordinario del DMTF per il completamento degli standard include dei "working feedback" dalle implementazioni iniziali della versione preliminare dello standard fino alla sua versione finale.

## Riscontro nell'industria
In generale, lo standard OVF è stato accolto piuttosto positivamente, tanto è che diversi attori nel campo dell'industria della virtualizzazione ne hanno annunciato il loro supporto.
Attualmente c'è almeno un progetto open source riguardante l'OVF.
VirtualBox supporta l'OVF sin dalla versione 2.2.0 (Aprile 2009).